# ステップ・アップ4:レボリューション
『ステップ・アップ4:レボリューション』（原題：Step Up Revolution）は、2012年7月27日にアメリカ合衆国より公開された青春映画。「ステップ・アップ」シリーズの第4作目である。スコット・スピアーが監督、ライアン・ガスマンとキャサリン・マコーミックが主演を担当する。
日本では劇場未公開。2013年3月6日に配信され、同年12月4日にウォルト・ディズニー・スタジオ・ジャパンよりDVD（品番：VWDS1494）とブルーレイ（品番：VWBS1494）が同時発売された。

## キャスト
| 役名                   | 俳優                           | 日本語吹き替え |
| ---------------------- | ------------------------------ | --- |
| ショーン               | ライアン・グスマン             | 小松史法 |
| エミリー・アンダーソン | キャサリン・マコーミック       | 小松由佳 |
| ビル・アンダーソン     | ピーター・ギャラガー           | 木下浩之 |
| エディ                 | ミシャ・ガブリエル             | 鳥海浩輔 |
| リッキー               | マリオ・エルネスト・サンチェス | 廣田行生 |
| オリヴィア             | ミア・マイケルズ               | 塩田朋子 |
| ムース                 | アダム・G・セヴァーニ          | 深津智義 |
| キド                   | 甲田真理                       | ※セリフ無し |
| その他                 | N/A                            | 花輪英司、赤城進 小島幸子、梅津秀行 佐々木啓夫、杉村憲司 河本邦弘、小田柿悠太 小橋知子、赤﨑千夏 岡田栄美、石田嘉代 大原桃子、吉岡さくら |
| 日本語版制作スタッフ   |                                | |
| 演出                   | 演出                           | 高桑一 |
| 吹替翻訳               | 吹替翻訳                       | 桜井裕子 |
| 録音・調整             | 録音・調整                     | 手塚孝太郎 |
| 録音制作               | 録音制作                       | HALF H・P STUDIO |
| 制作監修               | 制作監修                       | 山本千絵子 |
| 日本語版制作           | 日本語版制作                   | Disney Character Voices International, Inc.                                                                                              |

## スタッフ
- 監督 - スコット・スピアー
- 製作 - アダム・シャンクマン、ジェニファー・キブゴット、パトリック・ワックスバーガー、エリック・フェイグ
- 脚本 - アマンダ・ブロディ
- キャラクター創造 - デュエイン・アドラー
- 製作総指揮 - ボブ・ヘイワード、デヴィッド・ギャレット、メレディス・ミルトン、ジョン・M・チュウ、マシュー・スミス、ナン・モラレス
- 撮影 - クラッシュ
- プロダクションデザイン - カルロス・A・メネンデス
- 衣装デザイン - レベッカ・ホファー
- 編集 - マシュー・フリードマン
- 音楽 - アーロン・ジグマン
- 振付 - ジャマール・シムズ
- 音楽監修 - バック・デイモン